# 天下沒有白吃的午餐
天下沒有白吃的午餐（英語：There ain't no such thing as a free lunch，縮寫為TANSTAAFL，世上沒有免費午餐），經濟學諺語，指不存在不付出成本而获得的利益，由於資源的稀缺性，表面上免費的資源與服務，往往会通过其他方式收费或承擔成本，或是由他人承擔此項成本，包括隱藏成本及外部成本。此外，英語原文亦有將「ain't」替換作「is」的多個變體，簡作TINSTAAFL或TNSTAAFL。
例如購物商場的免費停車，實際上是將停車場的成本，內含於商品的售價中，而消費者不論有無使用停車的服務，都需要負擔此種成本

## 由來
「免費午餐」的概念起源於1870年代的一些美國酒吧，它們以「免費午餐」作招徠吸引顧客，但附帶條件是：顧客必須購買至少一杯酒類飲品飲用。雖然它們提供的「免費午餐」的價值比一杯酒的價值為高，但由於絕大多數顧客每次惠顧都會購買多杯酒飲用，所以酒吧依然能夠收回其成本。
1975年，以主張自由放任資本主義而聞名的美國經濟學家引用科幻小說《怒月》，出版了一本名為《世上沒有免費午餐》的著作，使「免費午餐」的概念更廣為人知。

## 現實的免費午餐
美國政府有為在學學生提供免費的午餐，以確保不同收入家庭的兒童皆可得到充足營養，芬蘭、印度、台灣部分縣市也有免費學校午餐的制度實施。此類免費午餐並不是經濟學意義上的免費午餐，因為此免費午餐仍然有成本，由政府編預算支付，最後由全體公民以納稅或通貨膨脹承擔。

## 終極的免費午餐
物理學家霍金在其著作《時間簡史》轉述另一位物理學家阿蘭·古斯（Alan Guth）所言，認為宇宙本身的存在不需由人提供原因，是「終極的免費午餐（ultimate free lunch）」。
但他的論點只是在說大自然的存在並不需要以人類為條件，並不是說人類可以在不承擔成本的情況下獲得免費午餐